# 디릭 바턴
디릭 헤럴드 리처드 바턴 경(영어: Sir Derek Harold Richard Barton, FRS FRSE, 1918년 9월 8일 ~ 1998년 3월 16일)은 영국의 유기화학자이다. 입체화학을 개척한 인물로도 알려져 있으며 1969년에 특정 유기화합물의 3차원적 형태 결정에 대한 연구로 오드 하셀과 함께 노벨 화학상을 수상했다.

## 수상 경력
- 1961년 : 데비 메달
- 1969년 : 노벨 화학상
- 1972년 : 로열 메달
- 1980년 : 코플리 메달
- 1995년 : 프리스틀리 메달

### 상훈
- 최하위 훈작사(1972년)
- 레지옹 도뇌르 훈장(1972년)

## 회원
- 1954년 : 왕립학회 회원[1]